# XXII обикновено народно събрание
Двадесет и второто обикновено народно събрание е народно събрание на Царство България, което е сформирано в неделната утрин на 19 юни 1927 г., в сградата на Народното събрание в София, непосредствено след тронното слово на цар Борис III. На откриването присъстват министри, военната и гражданска свита на Негово Величество Царя, Негово Високопреосвещенство софийският митрополит Стефан, представители на софийското духовенство и публика. Закрито е на 18 април 1931 г. след изтичане на мандата му.

## Събития
- Открита е първата извънредна сесия, по изпълнение на чл. 137 от Конституцията на Княжество България,[1] през която правителството подлага на обсъждане и одобрение няколко неотложни законопроекти, между които:
  - Бюджет за приходи и разходи по развити фондове;
  - Бюджет за извънредни държавни приходи и разходи;
  - Издръжката на непълните гимназии чрез изменение закона за народното просвещение.
- Избира се 43-тото (1926 – 1928), 44-тото (1928 – 1930) и 45-ото правителство на Княжество България (1930 – 1931).
- 21 юни 1927 г. Почитане паметта на починалия народен представител и бивш министър Янко Стоянчов, през второто заседание на Народното събрание.

## Избори
Изборите са проведени на 29 май 1927, съгласно указ на цар Борис III № 247 от 15 април същата година. На тях гласуват 1 183 122 избиратели от общо 5 528 741 население. Избирателната активност е 84,3%, от имащите право да гласуват. Спечелени са от коалицията Демократически сговор, за която гласуват общо 414 591 души (35% от избирателите), което осигурява 166 места в парламента. Избрани са общо 273 народни представители.

### Разпределение на места
Местата в парламента са разпределени както следва:
- Демократически сговор – 174 места
  - Демократически сговор – 166 места
  - Работническа партия – 4 места
  - Занаятчийските професионални и просветителни политически ядра – 4 места
- БЗНС „Врабча 1“ – 48 места
  - БЗНС „Врабча 1“ – 42 места
  - БЗНС – 6 места
- Националлиберална партия – 14 места
  - Националлиберална партия – 7 места
  - Народнолиберална партия – 6 места
  - Националлиберална обединена партия – 1 места
- Демократическа партия – 11 места
- Македонска група – 11 места
- Социалдемократическа партия – 10 места
- Радикална партия – 2 места
- други – 3 места

## Сесии, пленарни заседания и комисии

### Сесии
От учредяването до закриването му на 18 април 1931 г. са проведени общо 2 извънредни и 4 редовни сесии.
- I извънредна (19 юни – 5 август 1927)
- II извънредна (15 – 27 октомври 1927)
- I редовна (28 октомври 1927 – 30 септември 1928)
- II редовна (28 октомври 1928 – 30 юни 1929)
- III редовна (28 октомври 1929 – 22 май 1930)
- IV редовна (28 октомври 1930 – 18 април 1931)

### Министерства и комисии
XXI обикновено народно събрание се състои от 9 министерства и 4 комисии.
- Министерство на външните работи и на изповеданията
- Министерство на вътрешните работи и народното здраве
- Министерство на народното просвещение
- Министерство на финансите
- Министерство на войната
- Министерство на търговията, промишлеността и труда
- Министерство на земеделието и държавните имоти
- Министерство на обществените сгради, пътищата и благоустройството
- Министерство на железниците, пощите и телеграфите
- Бюджетарна комисия
- Прошетарна комисия
- Комисия по проверка на изборите
- Комисия по отговора на тронното слово

### Пленарни заседания
Отдолу накратко пленарните заседания:
| - 1927 г. - Юни - 19/06/1927 – 29/06/1927 - Юли - 01/07/1927 – 29/07/1927 - Август - 02/08/1927 – 05/08/1927 - Октомври - 15/10/1927 – 28/10/1927 - Ноември - 02/11/1927 – 30/11/1927 - Декември - 01/12/1927 – 29/12/1927 | - 1928 г. - Януари - 31/01/1928 - Февруари - 01/02/1928 – 29/02/1928 - Март - 01/03/1928 – 30/03/1928 - Април - 03/04/1928 – 25/04/1928 - Май - 16/05/1928 – 31/05/1928 - Юни - 01/06/1928 – 30/06/1928 - Юли - 03/07/1928 – 20/07/1928 - Септември - 04/09/1928 – 28/09/1928 - Октомври - 28/10/1928 – 31/10/1928 - Ноември - 06/11/1928 – 30/11/1928 - Декември - 04/12/1928 – 27/12/1928 | - 1929 г. - Януари - 22/01/1929 – 31/01/1929 - Февруари - 01/02/1929 – 28/02/1929 - Март - 01/03/1929 – 30/03/1929 - Април - 01/04/1929 – 28/04/1929 - Май - 14/05/1929 – 31/05/1929 - Юни - 03/06/1929 – 30/06/1929 - Октомври - 30/10/1929 - Ноември - 05/11/1929 – 29/11/1929 - Декември - 03/12/1929 – 28/12/1929 | - 1930 г. - Януари - 28/01/1930 – 29/01/1930 - Февруари - 03/02/1930 – 27/02/1930 - Март - 05/03/1930 – 28/03/1930 - Април - 01/04/1930 – 30/04/1930 - Май - 01/05/1930 – 22/05/1930 - Октомври - 28/10/1930 - Ноември - 12/11/1930 – 27/11/1930 - Декември - 03/12/1930 – 31/12/1930 | - 1931 г. - Януари - 1/01/1931 – 29/01/1931 - Февруари - 03/02/1931 – 27/02/1931 - Март - 04/03/1931 – 31/03/1931 - Април - 01/04/1931 – 18/04/1931 |

## Ръководство

### Председатели
За избирането на председател на Народното събрание гласуват 268 души. Подадени са 33 бели бюлетини, 3 лозунга, 53 за Александър Радолов, 1 за Георги Данаилов и 172 гласа за Александър Цанков.
- Александър Цанков (19 юни 1927 – 15 май 1930)
- Никола Найденов (21 май 1930 – 18 април 1931)

### Подпредседатели
За избирането на подпредседатели на Народното събрание гласуват 235 души. Най-много гласове получава г-н Александър Христов – 141 гласа, след него д-р Борис Вазов – 139, после следователно Коста Лулчев – 55, Петко Петков – 55, д-р Владимир Такев – 18, лозунги – 2, бели бюлетини – 10, и няколко народни представители – 1 глас.
- Александър Христов
- Борис Вазов
- Васил Димчев

### Секретари
За избирането на 12 души секретари бюрото прави предложение, което е прието от мнозинството.
- Борис Толев
- Васил Игнатов
- Владимир Начев
- Вълчо Д. Вълчев
- Гето Кръстев
- Грую Павлов
- Димитър Мангъров
- Драгомир Апостолов
- Иван Михайлов
- Йосиф Марулев
- Никола Търкаланов
- Стефан Рязков

### Квестори
За избирането на 4 души квестори бюрото прави предложение, което е прието от мнозинството.
- Емануил Начев
- Никола Сапунджиев
- Стоимен Савов
- Тома Х. Янчев

### Преброители
За избирането на 2 души преброители временния председател, най-възрастен из народните председатели, Михаил Маджаров прави предложение, което е прието от мнозинството.
- Борис Павлов
- Петър Якимов

### Началник на Стенографското отделение
- Д. Антонов

## Народни представители

### Демократически сговор
- Александър Гиргинов
- Александър Ненов
- Александър Пиронков
- Александър Цанков
- Александър М. Хитрилов
- Александър Христов
- Алекси Г. Попов
- Ангел П. Томчев
- Андрей Ляпчев
- Андрей Тодоров
- Антон Ченгелиев
- Атанас Буров
- Атанас П. Каишев
- Боню Колев
- д-р Борис М. Вазов
- Борис Димев
- Борис Евтимов
- д-р Борис Николов
- Борис К. Толев
- Борис Христов
- Васил Александров
- Васил Димчев
- Васил Г. Игнатов
- Васил Митев
- д-р Владимир Бурилков
- Владимир М. Димитров
- Владимир Моллов
- Владимир Начев
- д-р Владимир Такев
- Владимир Христодулов
- Вълчо Д. Вълчов
- Вълчо Даскалов
- Генко Митов
- Георги Г. Семерджиев
- Георги Губидялинков
- Георги Т. Данаилов
- Георги Д. Казанаклиев
- Георги Нешков
- Георги П. Илиев
- Георги Петков
- Георги Пъчев
- Георги Симеонов
- Георги Т. Попов
- Георги Черпооков
- Герасим А. Величков
- Гето Кръстев
- Григор Василев
- Григор К. Лазаров
- Григор Ст. Реджов
- Грую Павлов
- Димитър Бошняков
- Димитър Бървов
- Димитър Г. Стефанов
- Димитър Иванов
- Димитър К. Ловчинов
- Димитър Мангъров
- Димитър Мишайков
- Димитър Н. Икономов
- Димитър Николов
- Димитър Христов
- Димитър Янев
- д-р Димо Желязков
- Добри Витанов
- Добри Митев
- Дригомир Апостолов
- Емануил Начев
- Емин Т. Агушев
- Еню Т. Колев
- Запрян Михов
- Иван Д. Кирпиков
- Иван В. Петров
- Иван Г. Лякарски
- Иван Михайлов
- Иван Николов
- Иван П. Бомбев
- Иван Ст. Казанждиев
- Иван Русев
- Иван Харизанов
- Иван Хрелопанов
- Иван Христов
- Илия В. Бояджийски
- д-р Йовчо Пенев
- Йордан Гавалюгов
- Йордан К. Ганчев
- д-р Йосив Фаденхехт
- Йосиф Марулев
- Кара-Али Мустанов
- Кимон Г. Георгиев
- Кирил Славов
- Коста Николов
- Кръстьо Марков
- Кузман Кунев
- д-р Кънчо Миланов
- Кънчо Н. Кънчев
- Любомир Айвазов
- Любомир Стоянчов
- Максим Милев
- Малин П. Панев
- Мехмед А. Салиев
- Милю В. Милев
- Мито Аврамчов
- Михайл Ив. Маджаров
- Момчо Дочев
- Недялчо Топалов
- Нестор Личев
- Никола Бурмов
- Никола Владов
- Никола Ив. Сапунджиев
- Никола Ц. Кемилев
- Никола Н. Падарев
- Никола Найденов
- Никола Търкаланов
- Николай Савов
- д-р Никола Чирпанлиев
- Павел М. Георгиев
- Панайот Данчев
- Панайот Т. Калчев
- Пандо Сидов
- Петко С. Палиев
- Петко А. Разсуканов
- Петко Стайнов
- Петър Г. Гагов
- Петър Стоянов
- Петър Тодоров
- Петър Якимов
- Продан Попов
- Прокопи Йолов
- Първан Първанов
- Радко П. Начев
- Ради Василев
- Рашко Маджаров
- Савчо Иванов
- Славейко Василев
- Славейко Г. Клисурски
- Ставри Андреев
- Стефан Г. Рязков
- Стефан Н. Бояджиев
- Стефан Тасев
- Стоимен Савов
- Стойчо С. Мошанов
- Стою Ст. Джуджев
- Стоян Никифоров
- Страшимир Георгиев
- Таско Ст. Стоилков
- Теню К. Янгьозов
- Теодоси Кънчев
- Тодор Влайков
- Тодор Д. Некезов
- Тодор Кожухаров
- д-р Тодор Кулев
- Тома Я. Христов
- Трифон Ермеков
- Хафуз С. Алиев
- Хинек Майер
- Христо Горанев
- Христо Илиев
- Христо Д. Калфов
- Христо Рашков
- Христо И. Силянов
- Христо Стоянов
- Цветан Пупешков
- д-р Цветан Дяков
- Цвятко Бобошевски
- Цвятко Ив. Цвятков
- Цоню Я. Бръшлянов
- Цоло Лилов
- Янаки Моллов
- Янко Куцаров

### Работническа партия
- Аврам С. Петров
- Георги Желязков
- Добри Димитров
- Христо К. Калайджиев

### Занаятчийска партия
- Димитър Д. Пешев
- Калоян Манолов
- Петко Г. Петков
- Цено Н. Табаков

### БЗНС „Врабча 1“
- Александър Радолов
- Атанас Малинов
- Борис Н. Бошков
- Васил Драганов
- Вичо Петев
- Георги М. Дамянов
- Георги Данков
- Георги П. Енчев
- Георги Драгнев
- Димитър Гичев
- Димитър Г. Грънчаров
- Димитър Дерлипански
- Димитър Ив. Зографски
- Добри Ж. Даскалов
- Дойчин Иванов
- Желю Ив. Тончев
- д-р Иван Бешков
- Иван Колев
- Иван Янчев
- Йордан Абаджиев
- Кирко Ц. Христов
- Колю Кожаклиев
- Константин Муравиев
- Кръстан Попов
- Марин С. Шивароз
- Мехмедали М. Герей
- Николай Алексиев
- Никола Стамболиев
- Петър Минов
- Рангел Барбанаков
- Станко Панайотов
- Станю Златев
- Стефан Пейчев
- Стойне Гр. Чакръкчийски
- Стойчо Георгиев
- Стоян Кърлев
- Трифун Йорд. Капитанов
- Тончо Мечкарски
- Христо К. Баев
- Христо Манов
- Христо Маринов
- Цветан Стоянчев

### БЗНС
- Иван П. Недялков
- Константин Томов
- Петър Панайотов
- Славчо Д. Дряновски
- Стоян Омарчевски
- Юсеин Галибов

### Социалдемократическа партия
- Григор Ив. Чешмеджиев
- Димитър М. Нейков
- Досю Негенцов
- Илия Янулов
- Коста Лулчев
- Кръстьо Пастухов
- Петър Анастасов
- Сотир Янев
- Христо Баралиев
- Янко Сакъзов

### Народнолиберална партия
- Величко Кознички
- Георги В. Юртов
- Иван Ангелов
- д-р Никола Думанов
- Никола К. Тахтаджи
- Христо Статев

### Националлиберална партия
- Георги П. Панайотов
- Димо Кьорчев
- Иван Куртев
- Йовчо Николев
- Методи Хранов[43]
- Милан Момчилов
- Тома Константинов

### Националлиберална обединена партия
- Боян Смилов

### Демократическа партия
- Александър П. Малинов
- Борис К. Ецов
- Борис Павлов
- Димитър А. Богданов
- Димитър В. Гайдаджиев
- Димитър Ст. Дрянски
- Кръстьо Цвятков
- Лев Кацков
- Милко Ст. Бечев
- Никола С. Мушанов
- Стефан Г. Стефанов

### Македонска група
- Ангел Д. Узунов
- д-р Владимир Руменов
- Георги Кулишев
- Димитър А. Жостов
- Добри Д. Манасиев
- Димитър Пандов
- Иван А. Ингилизов
- Иван Каранджулов
- Йордан Д. Мирчев
- д-р Константин Станишев
- Нестър Цв. Цуцуманов

### Радикална партия
- Илия Георгов
- Никола Андреев